# (79641) Daniloceirani
(79641) Daniloceirani est un astéroïde de la ceinture principale.

## Description
(79641) Daniloceirani est un astéroïde de la ceinture principale. Il fut découvert le 19 septembre 1998 à Campo Catino par Franco Mallia et Gianluca Masi. Il présente une orbite caractérisée par un demi-grand axe de 2,29 UA, une excentricité de 0,26 et une inclinaison de 0,9° par rapport à l'écliptique.

## Compléments